# ジェット・イズミ
ジェット・イズミ（1975年5月22日 - ）、は、日本の女子キックボクサー、ボクサー、総合格闘家。本名：野口 泉（のぐち いずみ）。茨城県古河市出身。M16ムエタイスタイル所属。元J-GIRLSミニフライ級王者。

## 来歴
体育大の名門・大学レスリング界の名門日本体育大学で3年間レスリングに熱中し、中退後にキックボクシングを始めた。1999年2月キックボクシングでプロデビュー。キックボクシング時代にはJWP女子プロレスにも上がったことがある。
2001年12月の「AX」で総合進出、金子真理にKO勝利。2002年5月には大学時代の合宿仲間だった辻結花と対戦し僅差の判定負けを喫したものの、7月にはグラップリングマッチで藤井惠に逆転勝ちした。2003年5月からスマックガールにも参戦。11月の15戦で左肘脱臼の不運に見舞われたが、翌2004年5月の「TBS女子総合格闘技最強女王決定トーナメント」で復帰した。
2005年9月19日のIKUSAで渡辺久江に判定で勝利し、初代IKUSA-U50戦女王となったが、その後はなかなかチャンスに恵まれない日々が続いた。
2007年5月20日、「女祭り」ディファ有明大会で林田昌子を判定で下し、J-GIRLS認定初代ミニフライ級王者となった。同王座は防衛戦を行うことなく、2008年に返上した。
2009年10月24日のVALKYRIE 03で藤野恵実と対戦予定であったが、半月板損傷により欠場となった。
2010年12月1日、プロボクシング興行BOXFIGHTで岡田敦子と対戦し、ドクターストップによるTKO負けを喫した。
2016年、M16ムエタイスタイルで行われる「M16 ProWestling Style しょうがないプロレス」で関友紀子と対戦。
12月29日、ハードヒット・新宿フェイス大会で関友紀子とハードヒットルールで再戦。
2018年6月9日、DEEP JEWELS20で齋藤裕子と対戦。

## 戦績

### 総合格闘技
| 総合格闘技 戦績 | 総合格闘技 戦績 | 総合格闘技 戦績 | 総合格闘技 戦績 | 総合格闘技 戦績 | 総合格闘技 戦績 | 総合格闘技 戦績 |
| --------------- | --------------- | --------------- | --------------- | --------------- | --------------- | --------------- |
| 11 試合         | (T)KO           | 一本            | 判定            | その他          | 引き分け        | 無効試合        |
| 7 勝            | 2               | 1               | 4               | 0               | 1               | 0               |
| 9 敗            | 1               | 2               | 6               | 0               | 1               | 0               |

| 勝敗 | 対戦相手     | 試合結果                                    | 大会名                                                                   | 開催年月日     |
| △    | WINDY智美    | 5分2R終了 判定0-0                           | 修斗 SHOOTO GIG SAITAMA 01 〜斗うことの誇り。                            | 2009年8月9日   |
| ×    | 松本裕美     | 5分2R終了 判定1-2                           | SMACKGIRL 2005 〜COOL FIGHTER LAST STAND〜                               | 2005年4月30日  |
| ×    | MIKU         | 5分2R終了 判定0-3                           | G-SHOOTO JAPAN 02                                                        | 2005年3月12日  |
| ×    | テビ・サイ   | 2R 0:33 腕ひしぎ十字固め                    | G-SHOOTO JAPAN 〜始動〜                                                  | 2004年11月26日 |
| ○    | 勝山舞子     | 1R 1:05 腕ひしぎ十字固め                    | 黄金筋肉 女子総合格闘技 最強女王決定トーナメント【リザーブ戦】           | 2004年5月7日   |
| ×    | 15           | 1R 2:44 TKO（レフェリーストップ：左肘脱臼） | SMACKGIRL Third Season-VII 【JAPAN CUP 2003 ミドル級トーナメント 1回戦】 | 2003年11月10日 |
| ○    | 金子真理     | 5分3R終了 判定3-0                           | SMACKGIRL Third Season-V                                                 | 2003年7月6日   |
| ○    | 亜利弥'      | 5分2R終了 判定3-0                           | SMACKGIRL Third Season-III                                               | 2003年5月7日   |
| ○    | ベッタ・ヨン | 3R 2:55 KO（ハイキック）                    | AX Vol.4                                                                 | 2002年6月26日  |
| ×    | 辻結花       | 5分3R終了 判定1-2                           | AX Vol.3                                                                 | 2002年5月4日   |
| ○    | 金子真理     | 1R 1:25 KO（膝蹴り連打）                    | AX "We Want To Shine 〜輝きたいの〜"                                     | 2001年12月26日 |

### キックボクシング
| 勝敗 | 対戦相手                     | 試合結果                    | 大会名 | 開催年月日     |
| ×    | 田嶋はる                     | 2分3R終了 判定0-3           | J-NETWORK「J-GIRLS Catch The stone〜10」 【J-GIRLS Japan Queen Tournament 2010 1回戦】                                              | 2010年9月20日  |
| ○    | Angeliga                     | 判定                        | タイ王国王妃誕生記念興行 Queen's Cup 2010                                                                                           | 2010年8月12日  |
| ○    | MITSUKI                      | 2分3R終了 判定3-0           | J-NETWORK「J-GIRLS Catch The stone〜7」                                                                                             | 2010年4月18日  |
| ×    | 林田昌子                     | 2分3R終了 判定0-3           | J-NETWORK「J-GIRLS Catch The stone〜6」 【J-GIRLSフライ級次期王座挑戦者決定トーナメント 準決勝】                                    | 2010年3月28日  |
| △    | 山田純琴                     | 2分3R終了 判定1-1           | ニュージャパンキックボクシング連盟 「BRAVE HEART 〜START OF NEW LEGEND XV 新しい伝説の始まり〜」                                    | 2008年12月14日 |
| ×    | 勝山舞子                     | 2分3R終了 判定0-2           | M-1 FAIRTEX SINGHA BEER ムエタイチャレンジ Legend of Elbows 2008 〜JAI SUU〜 【M-1女子初代ミニフライ級王座決定トーナメント 準決勝】 | 2008年11月9日  |
| ×    | 岡田敦子                     | 2分5R終了 判定1-2           | CROSSPOINT presents X-TRA! | 2008年9月15日  |
| ○    | 林田昌子                     | 2分3R終了 判定3-0           | J-NETWORK「J-GIRLS 女祭り Final round」 【J-GIRLS認定初代ミニフライ級王座決定トーナメント 決勝】                                    | 2007年5月20日  |
| ○    | 大島椿                       | 2分3R終了 判定3-0           | J-NETWORK「J-GIRLS 女祭り Final round」 【J-GIRLS認定初代ミニフライ級王座決定トーナメント 準決勝】                                  | 2007年5月20日  |
| ○    | 愛弓                         | 3R 1:15 KO（3ノックダウン） | J-NETWORK「J-GIRLS 女祭り 2nd round」 【J-GIRLS認定初代ミニフライ級王座決定トーナメント 準々決勝】                                  | 2007年3月31日  |
| ×    | 岡田敦子                     | 2分3R終了 判定0-3           | J-NETWORK「2007年『女祭り』開幕戦」                                                                                                 | 2007年2月4日   |
| △    | 岡田敦子                     | 3分3R終了 判定1-0           | R.I.S.E.「FLASH to CRUSH TOURNAMENT '06」 【オープニングファイト】                                                                  | 2006年6月25日  |
| ○    | 渡辺久江                     | 3分3R終了 判定3-0           | IKUSA GP -U60 SUPERSTAR☆Z TOURNAMENT -FINAL STAGE- 【IKUSA -U50 初代戦女王決定戦】                                                  | 2005年9月19日  |
| ×    | 不明                         | 2分4R終了 判定              | ランシットスタジアム 【タイトルマッチ】                                                                                             | 2005年8月14日  |
| ×    | NORIKO                       | 2分5R終了 判定0-3           | 全日本キックボクシング連盟「GIRLS STANDING FIGHT - Girls SHOCK II」                                                                 | 2003年9月7日   |
| ○    | ASAMI                        | 2分3R終了 判定3-0           | 全日本キックボクシング連盟「GIRLS STANDING FIGHT 1st.BOUT - Girls SHOCK!」                                                          | 2003年1月26日  |
| ○    | 大沼慶子                     | 3分3R+延長R終了 判定3-0     | SHOOT BOXING The age of S Vol.4 | 2002年9月22日  |
| ×    | WINDY智美                    | 3分3R終了 判定0-2           | 全日本キックボクシング連盟「GOLDEN TRIGGER」                                                                                        | 2002年9月6日   |
| △    | 柴田早千予                   | 2分5R終了 判定1-1           | J-NETWORK「SHANGURILA-FIN」 | 2000年12月25日 |
| ×    | エラワン・ソー・キティチャイ | 5R終了 判定                 | タイ・ランシットスタジアム | 2000年5月27日  |
| ○    | 石本貴子                     | 2R 1:45 KO                  | J-NETWORK「KICK BOXING SHANGURILA-1」                                                                                               | 2000年2月4日   |
| ×    | 熊谷直子                     | 3分2R終了 判定0-3           | SHOOT!!ザ・超合金 〜バトル・クィーン・グランプリ」【準決勝】                                                                        | 1999年11月7日  |
| ○    | 石本貴子                     | 2R KO                       | SHOOT!!ザ・超合金 〜バトル・クィーン・グランプリ」【1回戦】                                                                         | 1999年11月7日  |
| △    | 角田紀子                     | 5R終了 判定0-0              | J-NETWORK「KICK the KICK 1999 Stage3」                                                                                              | 1999年10月14日 |
| ×    | 柴田早千予                   | 3分3R終了 判定0-3           | マーシャルアーツ日本キックボクシング連盟「第2回 梶原一騎杯 '99 キックガッツ」                                                       | 1999年5月14日  |
| ×    | 中沢夏美                     | 判定0-3                     | J-NETWORK「KICK the KICK 1999 STAGE-1」                                                                                             | 1999年2月5日   |

### ボクシング
| 勝敗 | 対戦相手     | 試合結果                                | 大会名 | 開催年月日     |
| ×    | 岡田敦子     | 2R 0:19 TKO（ドクターストップ：カット） | BOXFIGHT Vol.2 〜second wave〜 | 2010年12月1日  |
| ×    | 上村里子     | 2分4R終了 判定0-2                       | J-NETWORK＆日本女子ボクシング協会 「第一回女子キック＆女子ボクシング合同興行『女祭り』」 昼の部（女子ボクシング）「Love Machine Gun」 | 2006年10月29日 |
| ×    | チェ・シンヒ | 5R TKO                                  | 【IFBA世界フライ級タイトルマッチ】 | 2005年11月12日 |
| △    | 古賀友子     | 2分4R終了 判定1-1                       | 日本女子ボクシング協会「SET FIRE!」                                                                                                   | 2005年6月12日  |
| ○    | 櫻田由樹     | 2分6R終了 判定3-0                       | 日本女子ボクシング協会「FIGHTING ANGEL 2004 IN NAGANO」                                                                               | 2004年11月6日  |
| △    | 櫻田由樹     | 2分4R終了 判定1-0                       | 日本女子ボクシング協会「Fighting Angel 2004 pt.4」                                                                                    | 2004年7月18日  |
| ×    | 高野由美     | 2分6R終了 判定0-3                       | 日本女子ボクシング協会「LADY GO! 2000 Part2」                                                                                         | 2000年5月8日   |
| ○    | 久保真由美   | 2分4R終了 判定2-0                       | 日本女子ボクシング協会「LADY GO! 2000」                                                                                               | 2000年3月23日  |

## 獲得タイトル
- 初代IKUSA U50戦女王
- 初代J-GIRLSミニフライ級王座